# Bannost-Villegagnon
Bannost-Villegagnon ist eine französische Gemeinde im Département Seine-et-Marne in der Region Île-de-France. Sie gehört zum Arrondissement Provins und zum Kanton Provins (bis 2015 Kanton Nangis). Die Bewohner nennen sich Bannostiens-Villegagnonnais.

## Geographie
Sie grenzt im Nordwesten an Dagny, im Nordosten an Frétoy, im Osten an Boisdon, im Südosten an Bezalles und Saint-Hilliers, im Süden an Chenoise-Cucharmoy und im Westen an Jouy-le-Châtel. Zu Bannost-Villegagnon gehören neben der Hauptsiedlung auch die ehemalige Gemeinde Villegagnon und die Weiler Les Essarts, Marchelong, Villefond und La Conquillie.

## Bevölkerungsentwicklung
| Jahr      | 1962 | 1968 | 1975 | 1982 | 1990 | 1999 | 2008 | 2013 | 2021 |
| --------- | ---- | ---- | ---- | ---- | ---- | ---- | ---- | ---- | ---- |
| Einwohner | 405  | 350  | 262  | 382  | 435  | 482  | 609  | 673  | 648  |

## Sehenswürdigkeiten
Siehe auch: Liste der Monuments historiques in Bannost-Villegagnon
- Kirche Saint-Jean-Baptiste, Monument historique
- Waschhaus in Bannost

## Weblinks

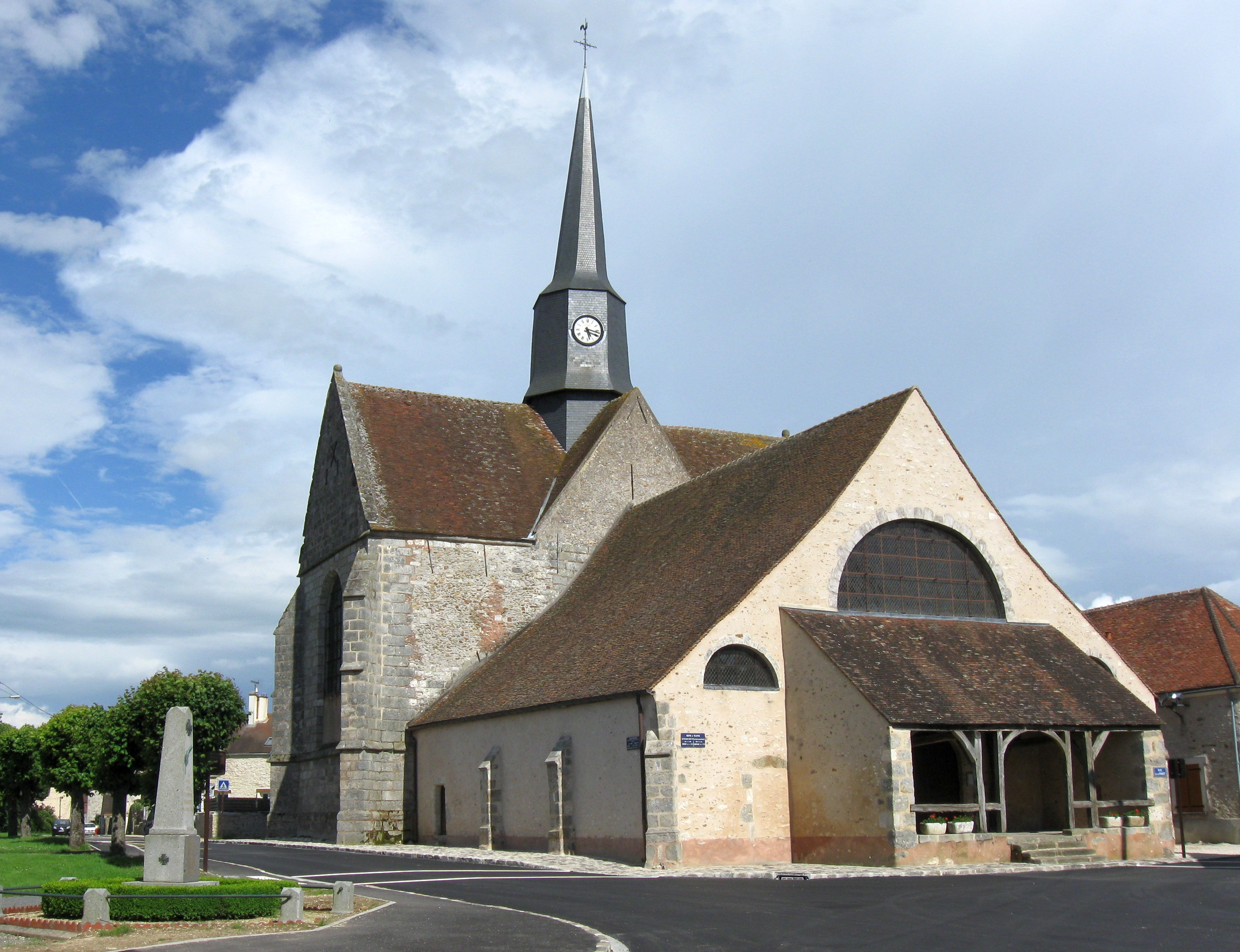
Kirche Saint-Jean-Baptiste